# 정호근 (축구 선수)
정호근(1999년 3월 17일 ~ )은 대한민국의 축구 선수로, 포지션은 센터백이다. 현재 부산 아이파크 소속이다.

## 클럽 경력
정호근은 안동과학대학교 축구부 출신으로, U리그 2019 왕중왕전에서 3위를 차지하는 데에 기여하였다.
K리그2 2020 시즌을 앞두고 부천 FC 1995와 프로 계약을 체결하였다.